# Бафата
Бафата (порт. Bafatá) — город в центре Республики Гвинеи-Бисау, административный центр континентального округа Бафата. Расположен на океаническом побережье холма, у подножья которого протекает река Жеба, в 150 км от столицы Бисау. Население города составляет 34 760 человек (2010, оценка).

## Материальное производство
- Производство кирпича.
- Сельское хозяйство (производство арахиса).

## Транспорт
Город связан автомобильными дорогами с Бисау и Габу, функционирует порт и аэродром, ориентированный на внутренние перевозки.

## Особенности
Город расположен в районе страны с хорошо сохранившейся дикой природой, богатом дикими животными, в том числе разнообразными видами обезьян.
Архитектура города выполнена в колониальном стиле. Достопримечательностями города являются старый рынок, а также памятник Амилкару Кабралу, лидеру национально-освободительного движения Гвинеи-Бисау и островов Зелёного Мыса, убитому 20 января 1973 года.

Футбольный клуб Спортинг Бафата чемпион Гвинеи-Бисау по футболу 2007/08, в 2009 году являлся участником Лиги чемпионов КАФ 2009, однако из-за по финансовым причинам вынужден был сняться с соревнований.
Бафата является центром епархии Римско-католической церкви, образованной 13 марта 2001 года.